# Radio-frequency identification

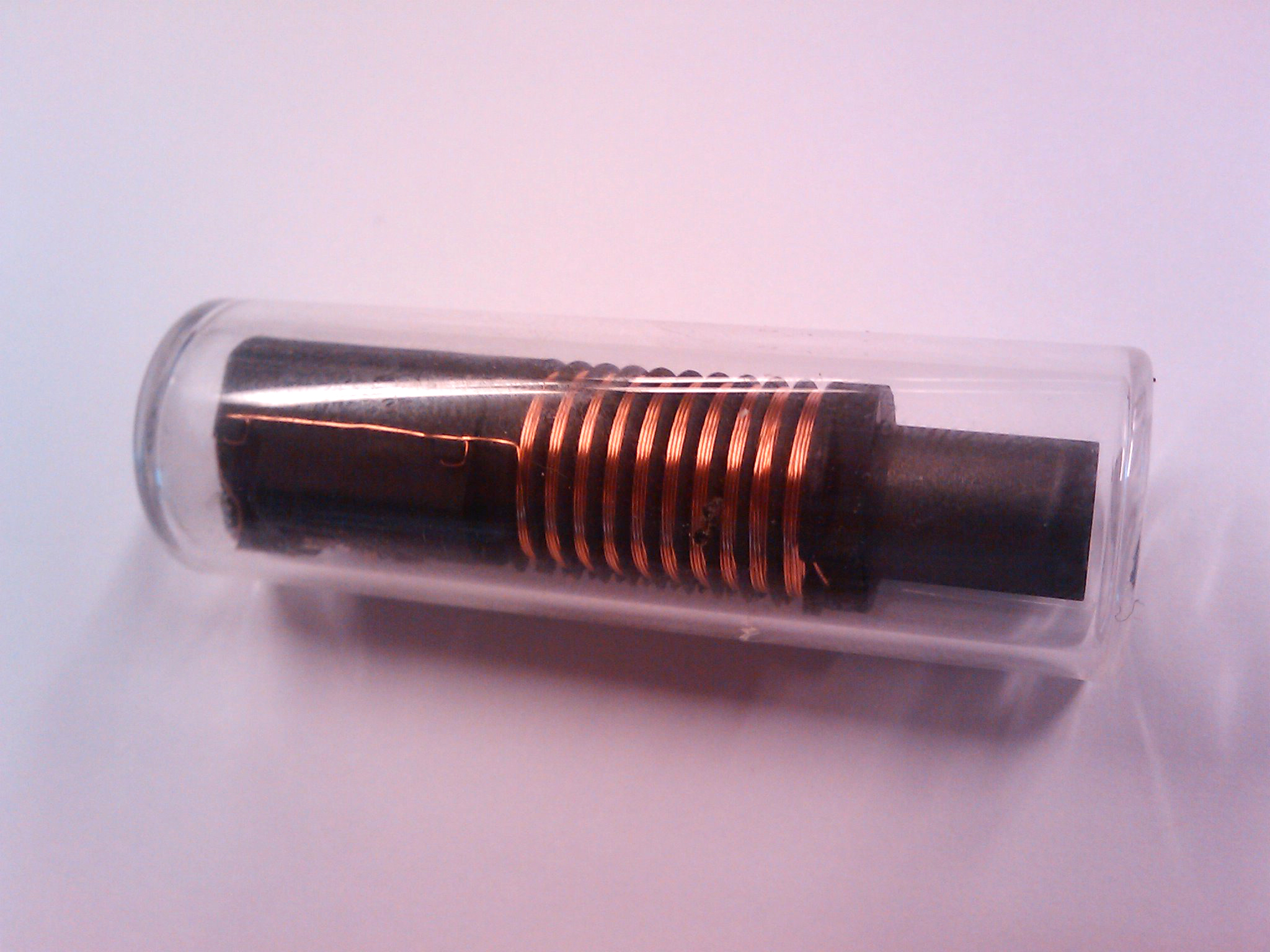
Glazen LF RFID-tag, 50 mm lang

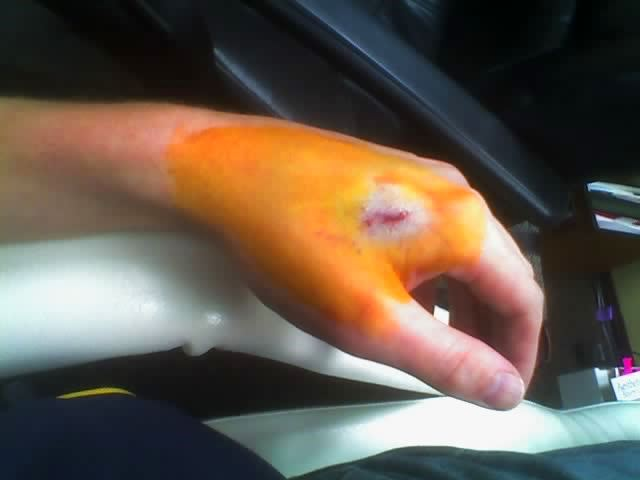
Inplanting van een RFID-chip in een menselijke hand voor persoonsidentificatie

Radio-frequency identification (identificatie met radiogolven, RFID) is een technologie om van een afstand informatie op te slaan in en af te lezen van zogenaamde RFID-tags die op of in objecten of levende wezens zitten, bijvoorbeeld in chipkaarten die gebruikmaken van near-field communication (NFC).
De mogelijkheid tot het uitlezen van RFID-tags heeft al tot serieuze problemen met privacy geleid. Deze zorgen resulteerden in het opstellen van standaard specificaties die tegemoetkomen aan privacy- en veiligheidskwesties.

## Geschiedenis
Het principe van identificatie door middel van radiosignalen gaat terug tot de Tweede Wereldoorlog. Toen werden vliegtuigen voor het eerst voorzien van radiobakens, zodat vliegtuigen als vriend of vijand konden worden geïdentificeerd. RFID, zoals het in zijn huidige vorm wordt toegepast, stamt uit de jaren zestig. Twee medewerkers van Philips ontdekten toen hoe chips op afstand konden worden uitgelezen. Het bedrijf ID Engineering ontwikkelde daaruit toepassingen op het gebied van diefstalpreventie. C&A was het eerste bedrijf in Europa dat detectiepoortjes inzette en aan de winkelwaren een RF-etiket bevestigde. De toevoeging van een unieke Electronic Product Code (EPC) en een beheerssysteem leidde tot de structuur die nu RFID heet. Hierna volgden legio toepassingen zoals diefstalpreventie, voorraadbeheer en toegangsdetectie.

### NFC
Near-field communication (NFC) is een vorm van RFID. Waar het bij RFID primair om opslag en verzenden van informatie in één richting gaat, communiceert NFC in twee richtingen en kan het ontvangen signalen ook zelf verwerken. Philips ontwikkelde de NFC-techniek samen met Sony. NFC wordt onder andere toegepast in mobiele telefoons als betaalmiddel en in ticketsystemen. De samenwerking met Nokia was van belang voor de uiteindelijke toepassingsmogelijkheden in telefoons. Betalingsmaatschappij VISA onderzocht het betalingsverkeer.

## Soorten
Er bestaan RFID-tags in de uiteenlopende vormen en afmetingen. Ze kunnen alleen-lezen of lezen/schrijven zijn.
Ze kunnen actief, semi-actief/semi-passief of passief zijn. Actieve RFID-tags hebben een batterij en kunnen worden gelezen en geschreven met een "remote transceiver" ook wel "reader" of lezer genoemd die met een antenne radiogolven zendt en ontvangt. Ze kunnen een signaal over een grotere afstand (van zo'n 100 meter tot een paar kilometer) uitzenden; ze zenden meestal met een interval hun ID uit. Semi-actieve tags hebben ook een batterij maar zenden alleen als antwoord op een ontvangen signaal.
Passieve tags hebben geen eigen energiebron: ze benutten het elektromagnetische veld van een lezer om een stroom te induceren in een spoel, waarmee de chip wordt gevoed. Hierdoor gaat het antwoordsignaal niet over een grote afstand (hoogstens vijf meter). Tevens zijn er de chiploze tags (zie foto), die gebruikt worden voor eenvoudige identificatie zoals diefstalpreventie. Dit zijn strikt genomen geen RFID-tags omdat ze geen uniek identificatienummer (ID) bevatten. Ze bestaan namelijk uit een afgestemde resonantiekring die op een specifieke frequentie energie absorbeert.
Ook de hoeveelheid data kan verschillen van enkele bits tot meer dan 1 megabit. Deze mogelijkheden vertalen zich ook in de prijs: een eenvoudige passieve tag kost niet meer dan dertig eurocent. Gecompliceerde RFID-tags, die bijvoorbeeld gekoppeld zijn aan sensoren die ook nog de temperatuur of vochtigheid meten, zijn aanzienlijk duurder (soms wel 100 euro per stuk).
De laatste trend binnen de RFID-branche is UHF EPC Class 1 Gen 2 tag afgekort Gen 2, waarin gen staat voor Generation. Deze tags leveren betere prestaties dan de voorgaande UHF-standaarden. Hierdoor wordt er steeds meer mogelijk met RFID. RFID-tags zullen nooit de streepjescode geheel gaan vervangen aangezien de kostprijs altijd hoger zal zijn dan het printen van een streepjescode. Kostprijzen voor gen 2 tags liggen tussen de 5 en 20 cent (afhankelijk van het aantal).
Een nieuwe ontwikkeling is de printbare RFID-tag. Deze wordt gemaakt met een vrij nieuwe techniek die het mogelijk maakt om metaal te printen. Hiervoor kan een normale inkjetprinter aangepast worden om metaalzoutoplossingen, van koper of zilver, te kunnen printen. De geprinte tags moeten daarna alleen onder een warme pers gedroogd worden. Met deze ontwikkeling wordt het gebruik van RFID nog goedkoper.
RFID-tags onderscheiden zich ook door de gebruikte frequentie. In het algemeen geldt; hoe lager de frequentie, des te verder het leesbereik, maar hoe groter de antenne moet zijn. Hogere frequenties hebben echter meer moeite met metaal en vocht. Veel gebruikte frequenties en hun gebruikte namen zijn:
- 125 kHz (Low Frequency, LF),
- 13,56 MHz (High Frequency, HF),
- 860 tot 950 MHz (Ultra High Frequency, UHF),
- 2,45 GHz (Microwave, MW).

De tags gelden als short-range devices, waarvoor CEPT bepaalde frequenties heeft toegewezen.
Meestal zijn tags voorzien van een vaak onuitwisbaar ID. Binnen een enkel RFID-systeem zijn dit bijna altijd unieke (volg)nummers. Deze nummers kunnen bij ingebruikname van de tags worden bepaald door het nummer naar de tag te schrijven met een reader of printer. Het is ook mogelijk dit aan de producent van de tags over te laten.

## Voor- en nadelen
Voordelen van het toepassen van RFID zijn onder meer:
- Er is geen fysiek contact nodig;
- Er is geen zichtlijn nodig (zoals bij de streepjescode);
- Vele (honderden) codes kunnen in een of enkele seconden worden gelezen;
- Veel grotere afstanden zijn mogelijk dan bij de streepjescode (hoewel de techniek ook hier grote vooruitgang boekt);
- Vervalsen van RFID-tags is veel complexer dan de streepjescode;
- Door de unieke codering wordt productvervalsing bemoeilijkt en snel opgespoord;
- Door weersinvloeden, vuil, enzovoorts kunnen streepjescodes (in tegenstelling tot RFID-tags) onleesbaar worden.

Nadelen van RFID zijn onder meer:
- De privacy kan in het geding komen;
- Als het unieke identificatienummer van een RFID-tag wordt gekopieerd, kan men duplicaat RFID-tags maken waardoor identificatie valselijk kan zijn;
- Als identificatiedocumenten zoals een paspoort een RFID-tag hebben, kunnen regeringen en inlichtingendiensten hier misbruik van maken en mensen volgen;[2]
- Als het identificatienummer van een RFID-tag verbonden kan worden met een individu, kan dit individu gevolgd worden (door marketeers, overheidsfunctionarissen, stalkers, dieven of andere criminelen);[2]
- Lees/schrijfmogelijkheden van de RFID-tag kunnen het mogelijk maken dat er ongemerkt fraude wordt gepleegd;
- Een ander probleem is tag-collision:[3] als RFID-chips tegelijk worden geactiveerd door een zender en ze tegelijk hun code versturen, kan de ontvanger de verschillende codes niet onderscheiden. Dit wordt voorkomen door middel van selectieve activatie met behulp van binary tree search-methode totdat slechts één tag reageert.
- Omdat een RFID-reader veel informatie genereert is inzet van een speciaal soort software (middleware/edgeware) noodzakelijk, hoewel er steeds meer readers op de markt verschijnen die dit zelf kunnen;
- Door het weggooien van verpakkingsmateriaal, tickets enzovoorts met een RFID-chip komt het afval zo vol metalen, dat het alleen nog maar als chemisch afval kan worden opgehaald. Het is in ieder geval niet te hergebruiken.
- RFID kan medische apparatuur op afstand verstoren.[4]
- RFID-tags kunnen (geringe) elektromagnetische straling veroorzaken.

## Toepassingen

### Lijst van toepassingen
1. Vendor Managed Inventory (VMI).[5] Leveranciers kunnen via RFID voorraden van retailers beheersen.
2. Diefstalpreventie.[6] voorbeeld: Star City Casino in Sydney gebruikt RFID-tags in uniformen om diefstal van deze uniformen te voorkomen. Kartonnen dozen met whisky bevatten RFID-tags waardoor ze beveiligd zijn tegen diefstal. Een ander voorbeeld betreft het ERS-systeem waarmee door middel van RFID ieder kledingstuk van fabrikant tot kassa wordt getraceerd.
3. Personen- en dierenidentificatie.[7] Het is mogelijk om een tag in een mens of dier te plaatsen. De tag bevat informatie over identiteit, rijbewijs, hij kan dienen als e-wallet en als sleutel. Plaatsing in het lichaam van mensen stuit op grote ethische problemen.
  1. Patiëntidentificatie en medisch dossier.[8]
  2. RFID-implantaat voor patiëntenidentificatie: VeriChip
  3. Huisdieren kunnen door een dierenarts worden voorzien van een identificatiechip, 'gechipt'.
  4. In Rotterdam, bij de Baja Beach Club, is het mogelijk iets dergelijks in de arm te plaatsen.[9][10] Klanten kunnen hier geld op opladen. Tijdens het bestellen van drinken wordt de arm gescand en wordt het geld vandaaruit geïnd.
  5. Personenpositionering (gps). In Mexico is het toegepast op rechters die gevaar lopen gekidnapt te worden.
4. Steeds meer zwembaden gebruiken waterdichte siliconen polsbandjes met een chip erin voor onder andere toegang en kluisje.
5. Resorts hebben (waterdichte) polsbandjes voor gasten die onder meer gekoppeld kunnen worden aan appartement/hotelkamer, restaurant en bar (arrangement-identificatie).
6. Productie- en assemblageprocessen. Informatie over goederen die bepaalde processen passeren verzamelen en daarmee processen beter monitoren.[11]Een productidentificatie RFID van Wal-Mart

Een productidentificatie RFID van Wal-Mart

7. Voorradencontrole en supply chaincontrole.[12] Wal-Mart gebruikt RFID om voorraden efficiënter te controleren en gegevens sneller verkrijgbaar te stellen tussen verschillende afdelingen en bedrijven.[13]
8. Medicijnen, tegen vervalsing. Medicijnen worden van RFID-chip voorzien om vervalsing te voorkomen.[14]
9. Bankbiljetten, tegen vervalsing.
10. Merkproducten, tegen vervalsing. Bijvoorbeeld designerkleren.
11. Paspoort en andere ID-bewijzen: studentenkaart/collegekaart.
12. E-cash, elektronische betalingsmiddelen, mobile payment.
13. Boarding pass, toegangsbewijs, vervoerbewijs. Sony’s Felica RFID is een voorbeeld.
14. Bankpas: (FELICA) / creditcard.
15. Bonuskaart/ledenkaart van winkelketens.
16. Logistieke systemen: registratie van goederen die binnenkomen en uitgaan: Europe Container Terminals in de haven van Rotterdam kan containers identificeren en afhandelen onder andere met RFID-tags in de wegverharding.
17. Posterijtracking en productentracking.[15] Kraft Foods gebruikt RFID technologie om klanten die gebruikte dozen van Kraft Foods recyclen te traceren en te belonen.[16]
18. Productenidentificatie.
19. Bibliotheekboeken en bibliotheekpasjes.
20. Sleutels. Bijvoorbeeld in autosleutels als startonderbreker of in gevangenissen - en andere beveiligde instellingen - voor het in- en uitloggen van personeel, wat er in combinatie met een tag aan de professionele sleutelbos voor zorgt dat werknemers zich pas uit kunnen loggen als hun werksleutels met beveiligde sleutelring op de juiste plaats hangen.
21. Producten/halffabricaten kunnen gedurende het hele productieproces getraceerd worden. Dit heeft als voordeel dat men gemakkelijk een productiefout/probleem kan opsporen. Dit was niet mogelijk voor 25% van de gevallen met barcoding.[7]
22. Naast diefstalpreventie is het ook mogelijk om foutieve afleveringen te voorkomen. Wanneer goederen een verkeerde route volgen kan het meteen gezien en gecorrigeerd worden, zodat ze naar de juiste eindbestemming gestuurd kunnen worden.[7]
23. De RFID-tags kunnen de temperatuur van de producten en de omgeving meten. Wanneer de temperaturen niet overeenkomen met de optimale temperatuur (bijvoorbeeld het behouden van vis of koude wijn) kan de temperatuur aangepast worden naar het optimale niveau.[7]
24. In de toekomst zullen auto’s met behulp van biotags identificeren wie er achter het stuur zit en vastleggen waar de auto is geparkeerd en deze gegevens vervolgens aan de eigenaar rapporteren.[7]
25. Tracking en tracing van bloemenkarren op diverse bloemenveilingen in Nederland. Inzichtelijk maken van goederenstroom alsmede het verkorten van de tijd dat de bloemen onderweg zijn. Tevens kunnen "verdwenen" bloemenkarren eerder teruggevonden worden.
26. Minicontainers bevatten een RFID-chip voor vuilnis en voor groente-, fruit- en tuinafval die bij het legen van de container wordt uitgelezen. Diftar alleen voor het betalen per kilo.
27. Ondergrondse bunker voor vuilnis die bij het afleveren van vuilnis wordt uitgelezen.
28. Tijdwaarneming bij sportwedstrijden.
29. Aanschaf van vervoerbewijzen voor de veerboten naar Vlieland en Terschelling te Harlingen Haven bij Rederij Doeksen. Deze vervoerbewijzen zijn voor het bedienen van de poortjes voorzien van een streepjescode.

### Nederland
In juni 2004 werd de Stichting RFID opgericht die de toepassingsmogelijkheden in Nederland onderzoekt. De RFID-labels moeten de streepjescode op termijn geheel of gedeeltelijk gaan vervangen.
Hoewel er al verschillende bedrijven zijn die RFID succesvol toepassen (in Nederland onder andere supermarktketen Schuitema, bagageafhandeling op Schiphol en voorraadregistratie van Boekhandels Groep Nederland) zullen grootschalige toepassingen waarin de tag gekoppeld wordt aan persoonsgegevens waarschijnlijk pas mogelijk zijn als die in overeenstemming met de privacy-wetgeving kunnen worden gebracht.
Bij huisdieren worden injecteerbare RFID-tags wel al op tamelijk grote schaal toegepast. Honden, katten en fretten mogen binnen de EU internationaal reizen als ze voldoen aan drie eisen:
1. elektronische identificatie (de chip),
2. vaccinatie tegen rabiës,
3. het officiële Europese Dierenpaspoort.

Alle rashonden in Nederland worden door het stamboek voorzien van een chip en bijna alle asielen chippen alle te plaatsen honden en katten. Veel particuliere eigenaren laten hun hond of kat chippen. Ook dierentuinen chippen zo veel mogelijk al hun dieren. Sinds 1 januari 2004 moeten alle paarden voorzien zijn van een chip voordat ze vervoerd mogen worden.
In de Openbare Bibliotheken in Nederland worden RFID-tags al op grote schaal toegepast. Alle nieuwe boeken die door bibliotheken worden aangeschaft via de NBD bevatten al een tag. De tags worden gebruikt voor zelfbedieningsbalies, logistieke processen en diefstalbeveiliging. Voor cd's, dvd's en cd-roms zijn ook tags beschikbaar, echter hiervoor is nog geen bevredigende oplossing in combinatie met diefstalbeveiliging. De branchevereniging VOB heeft een generiek programma van eisen opgesteld voor toepassing binnen deze branche, om standaardisatie van de gegevensuitwisseling te realiseren.

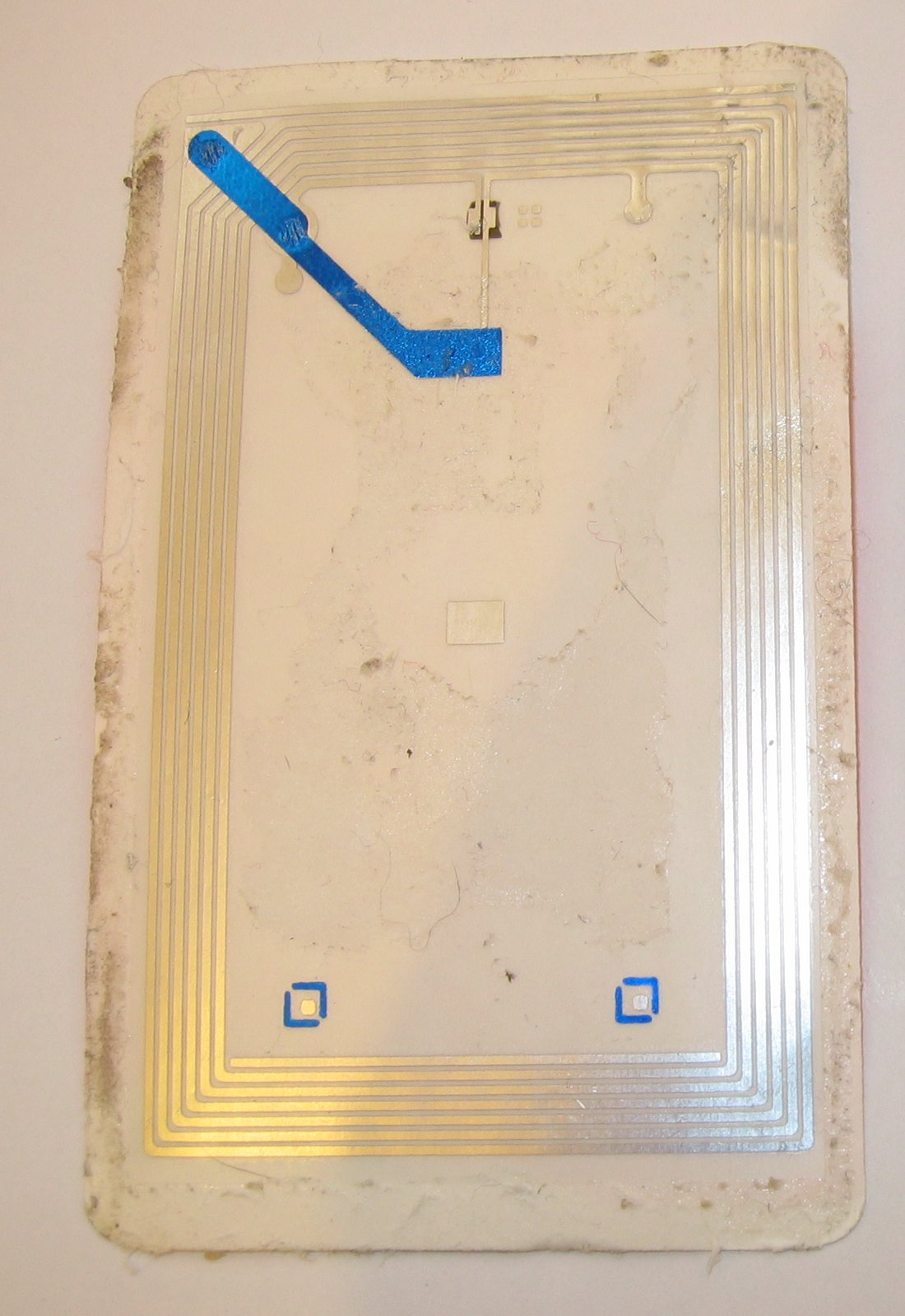
Een opengewerkte tijdelijke OV-Chipkaart

- In de stad Groningen werd tussen 2001 en 2002 geëxperimenteerd met de Tripperpas, een voorloper van de OV-chipkaart.
- Sinds 2005 is de invoering van de OV-chipkaart met RFID-chip, daarna (2008) NFC, aan de gang.

Er zijn ook heel andere toepassingen denkbaar met RFID-tags. Een voorbeeld daarvan is een RFID-tag geïntegreerd in de toegangspas van een evenement. Hiermee wordt niet alleen mogelijk om het evenement binnen te komen, maar ook om drankjes te betalen, of een auto te parkeren.

### Europa
In 2001 zei de Europese Bank met partners in gesprek te zijn geweest over de toepassing van RFID-tags in bankbiljetten. De planning was destijds het gebruik van RFID-tags in bankbiljetten in 2005. Zover bekend zijn deze plannen nooit ingevoerd, ook niet met de nieuwe eurobiljetten vanaf 2013.

### Verenigde Staten
In de Verenigde Staten heeft Prada in een winkel in Manhattan al de streepjescode vervangen door RFID-tags. Dit heeft het voordeel dat winkelpersoneel met een handheldcomputer kan kijken of een bepaalde kleur of maat nog in voorraad is. De klant kan ook een promotieboodschap krijgen als hij een bepaald product aanraakt. Daarnaast kunnen klanten in het pashokje, waar een computer met aanraakscherm staat, meer informatie vinden over onder andere de gebruikte materialen maar ook over bijpassende kledingstukken en dat terwijl ze het product passen. En in combinatie met een klantenkaart zijn de aankopen van de klant bij te houden, zodat de beste klanten en hun voorkeuren herkend kunnen worden zodat zowel marketing als winkelaanbod daar op afgestemd kunnen worden.

### Groot-Brittannië
In Groot-Brittannië wordt binnenkort begonnen met het testen van kentekenplaten die voorzien zijn van RFID-chips. De mogelijkheden laten zich raden: toegangscontrole, elektronisch betalen op tolwegen en in parkeergarages, lik-op-stukbeleid bij overschrijdingen van de maximumsnelheid, wegenbelasting en verzekering. Ook diefstalpreventie zou tot de mogelijkheden kunnen behoren.

### WK Voetbal 2006
Tijdens het Wereldkampioenschap voetbal 2006 heeft Philips in de toegangskaarten RFID-chips verwerkt. Een vervalser moest, behalve het papieren kaartje, ook telkens een exacte kopie maken van de chip. Wie een kaartje kocht kreeg een eigen bestelnummer op de chip ingevoerd.

### Duitsland
Per november zijn alle nieuwe paspoorten voorzien van een digitale vingerafdruk in een ingebouwde chip, die sinds 2005 ook een digitale foto bevat. De digitale vingerafdruk wordt alleen opgeslagen in de chip van het paspoort. De foto's daarentegen worden wel opgeslagen in een database van lokale autoriteiten.
In 2008 wil Duitsland nieuwe identiteitskaarten voor al zijn inwoners met dezelfde biometrische functionaliteiten, zo stelt een woordvoerster van de overheid. "Er zijn drie redenen om dat te doen. Op die manier kunnen we valse identiteitskaarten vermijden, het identificatieproces versterken en de mogelijkheid bieden om een autorisatiesysteem in te voeren voor bijvoorbeeld onlinediensten", aldus de woordvoerster.

## Problemen

### Privacybezwaren

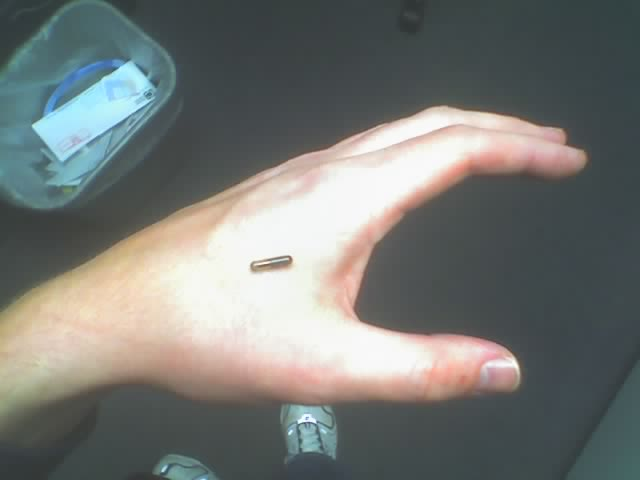
Implanteerbare RFID-chip

RFID kan aangewend worden voor doeleinden die voorheen slechts fantasie leken, waaronder het volgen van personen met RFID-tags in hun kleren of het traceren van de inhoud van huizen door naar aanwezige RFID-tags te kijken.
De drie belangrijkste zorgen om de privacy-schendingen betreffende RFID zijn:
1. De koper van een product zal zich niet per se bewust zijn van de aanwezigheid van de tag of in staat zijn de tag te verwijderen.
2. De tag kan van een afstand worden gelezen zonder dat de persoon dit weet. De afstand is echter beperkt door fysische grootheden als frequentie en antennegrootte van de tag.
3. Als een getagd product wordt betaald met een creditcard of pinpas is het in principe mogelijk om het unieke ID te koppelen aan de identiteit van de aankoper.

Om deze bezwaren tegen te gaan, zijn er diverse soorten hoesjes in de handel verkrijgbaar of worden deze gratis verstrekt bij onder andere banken. Het doel van deze hoesjes is detectie en uitlezing op afstand te blokkeren.

### Klonen van RFID-tags
Met de juiste apparatuur is het relatief eenvoudig om van een niet-beveiligde chip het ID uit te lezen en dit vervolgens naar een duplicaat-tag te schrijven. De Radboud Universiteit Nijmegen toonde in 2008 al aan dat de OV-chipkaart zeer gemakkelijk gekloond kan worden met behulp van relatief goedkope apparatuur. Deze contactloze chipkaart is gebaseerd op de onveilige MIFARE Classic chip. De voor het klonen gebruikte apparatuur en aansturing is Open Source ontwikkeld. Het gaat hier om de proxmark en zeer goedkope NFC apparatuur die aangestuurd wordt door libnfc.
Er zijn echter diverse manieren waarop geprobeerd wordt dit tegen te gaan. Voorbeelden hiervan zijn encryptie en het principe van Physically Unclonable Functions (PUF’s). Bij het laatste wordt uitgegaan van het gegeven dat elke chip heel kleine fysieke verschillen bevat die voortkomen uit de onoverkomelijke imperfectie van het productieproces.